# Michał Sędziwój
Michał Sędziwój (en llatí: Michael Sendivogius) (1566 - 1646) fou un alquimista polonès, autor dels tractats "químics" Novum Lumen Chymicum (Praga, 1604), Dialogus Mercurii, Tractatus de Sulphure i Aenigma Philosphicum.
Va dedicar-se al que avui seria l'enginyeria química, obtenint millores de processos químics aplicables a la indústria, determinats tints per a teixits i elaboració de colorants orgànics vegetals i minerals.

## Biografia

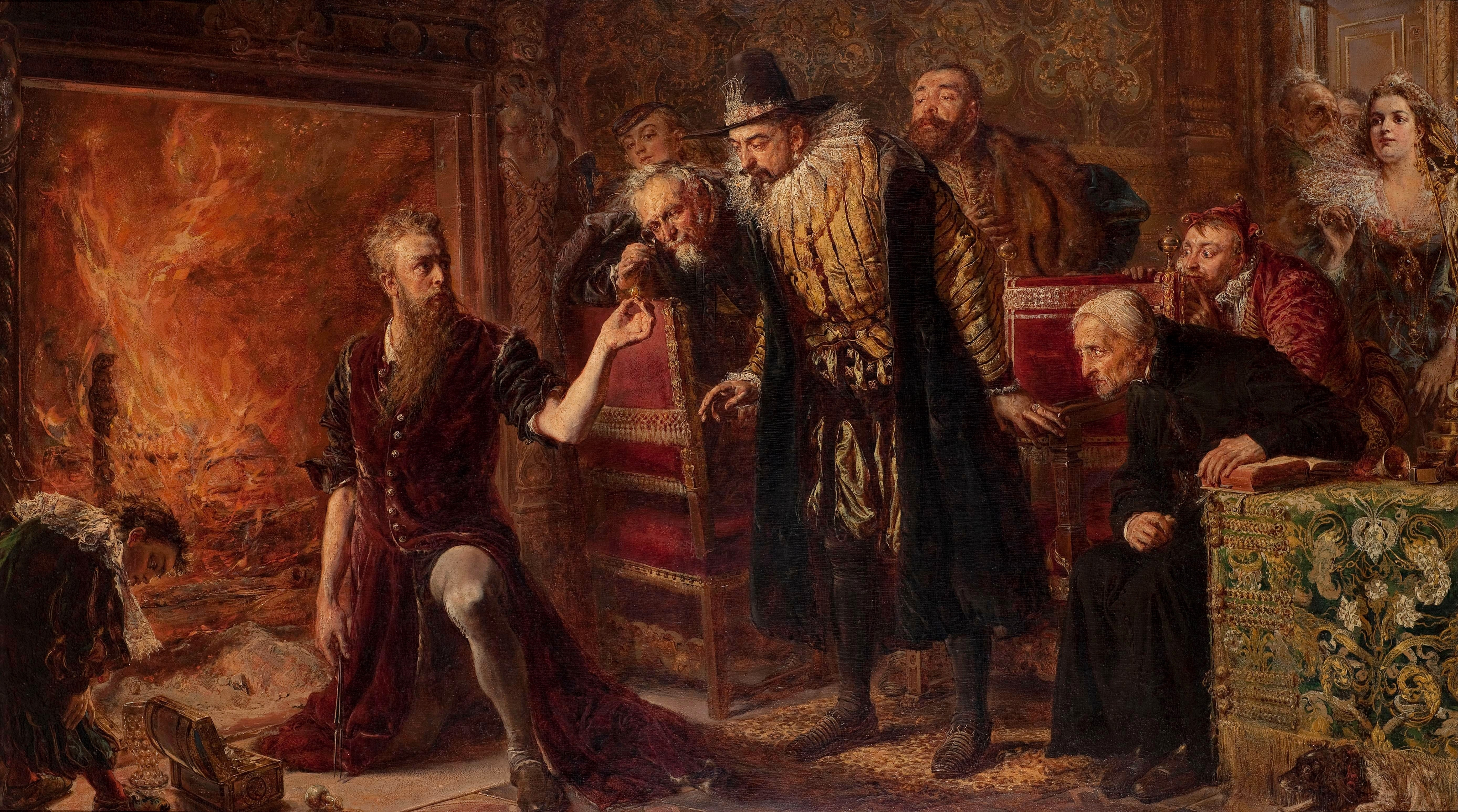
Retrat de l'alquimista Sędziwój, obra de Jan Matejko.

Va ser deixeble de l'alquimista Alexandre Séthon i durant molt de temps va gaudir del favor de l'emperador Rodolf II i del duc Federic de Wurtemberg, a la cort del qual es trobava un altre alquimista, Hans Heinrich Müller, baró de Muhlenfels, qui va aconseguir fer-lo tancar en un calabós on va ser sotmès a tortura per revelar els secrets del seu art, ja que creien que tenia la pedra filosofal. Aconseguí escapar-ne, però, i més endavant va denunciar Muhlenfels en un tribunal imperial, on van sentenciar-lo culpable i condemnar-lo a mort.